# ガベア競馬場
ガベア競馬場（がべあけいばじょう、Hipódromo da Gávea）は、ブラジルリオデジャネイロ州リオデジャネイロにある競馬場。

## 概要
1926年に設立され、クラブハウスやグランドスタンドは1920年代当時の雰囲気を残している。　

## コース
左回りで、芝コースは1周約2120mでダートコースは1周約2036m。
外側の芝コースは約1000mのポケットがある。

## 主な競走
- ロベルト・エ・ネルソン・リマルディシーブラ大賞
- リオデジャネイロ共和国大統領賞
- サコー少佐大賞
- ブラジル大賞
- リオデジャネイロ州大賞
- ブラジルジョッキークラブ大賞
- ゼリア・ゴンザーガ・ペシュート・デ・カストロ大賞
- モルシアノジア・グイアルモレイラ大賞
- クルセイ・ド・スル賞